# La Gomera
La Gomera est l'une des sept îles principales des Canaries (Espagne). Elle est située dans l'océan Atlantique à l'ouest de l'archipel et appartient à la province de Santa Cruz de Tenerife. La commune de San Sebastián de la Gomera est le siège du cabildo insulaire. La Gomera a une population de 20 783 habitants en 2015, ce qui en fait la sixième île des Canaries en population. En outre, elle se classe au sixième rang avec une superficie de 369,76 kilomètres carrés.
Dans le centre de l'île se situe le parc national de Garajonay, appartenant au patrimoine mondial de l'UNESCO depuis 1986. Le silbo (langue sifflée pratiquée par certains habitants de l'île), est également inscrit au patrimoine mondial depuis 2009. L'île est reconnue par l'UNESCO en 2012 en tant que réserve de biosphère,.

## Géographie

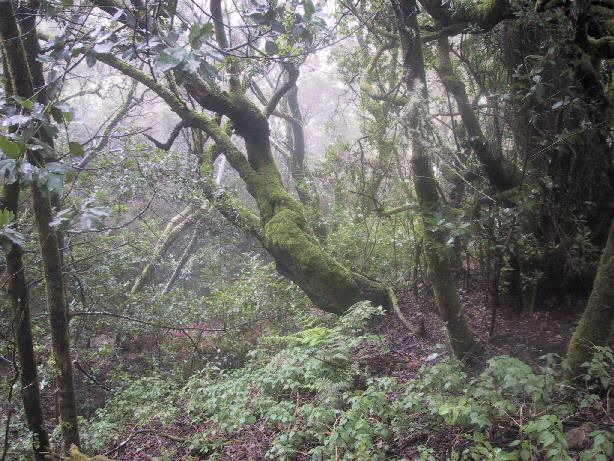
Forêt de lauriers à La Gomera.

Animation représentant la Gomera en trois dimensions.

### Topographie
La Gomera est une île située dans l'ouest des îles Canaries, archipel de l'océan Atlantique constituant une communauté autonome espagnole. Elle avoisine Tenerife à l'est, El Hierro au sud-ouest et La Palma au nord-ouest. La Gomera est une des plus petites des îles Canaries avec une superficie de 372 km2. Un dixième de l'île est occupée par le parc national de Garajonay inscrit sur la liste du patrimoine mondial de l'UNESCO. Peu habitée, l'île est appréciée des randonneurs pour sa nature préservée. La zone du parc national abrite une laurisylve datant du Tertiaire. Ce type de végétation subtropicale est formé par une variété d'arbres qui conservent leur feuillage durant toute l'année en raison de l'humidité élevée et des températures chaudes. La zone touchée est appelée « mer de nuages », de sorte que la condensation de la vapeur d'eau dans les feuilles des arbres (pluie horizontale) augmente considérablement la quantité d'eau dans le sol.
D'autres environnements sont aussi sous protection selon la Red Canaria de Espacios Naturales Protegidos (réseau canarien des espaces naturels protégés) comme la réserve naturelle intégrale de Benchijigua, la réserve naturelle spéciale de Puntallana, le parc naturel de Majona, le parc rural de Valle Gran Rey et le paysage protégé d'Orone.
L'île détient des centaines de plantes et d'animaux endémiques qui la rendent riche en biodiversité. Parmi les animaux endémiques de l'île, on peut citer le lézard géant de La Gomera, sans doute l'un des vertébrés les plus menacés du monde. Seuls quelques-uns peuvent être aperçus dans une falaise offrant un accès très difficile. Le gouvernement des Canaries a élaboré un plan pour la préservation de cette espèce.
La population légale de l'île est de 22 769 habitants (INE, janvier 2009). Dans les années 1950, sa population a grandi d’environ 30 000 habitants.[pas clair]

### Climat
La partie nord de La Gomera, soumise aux effets des alizés, est plus arrosée que sa partie sud.
La partie centrale de l'île est essentiellement constituée par le Parc national de Garajonay et se situe à une altitude souvent supérieure à 1 000 mètres avec le sommet de l'île, le Alto de Garajonay, culminant à 1 484 mètres. Il n'est donc pas rare d'y trouver une température inférieure de 15 °C par rapport à celle des côtes ainsi que de la brume alors que le bord de l'océan reste ensoleillé.
| Données climatiques   | Janv. | Fév. | Mars | Avril | Mai | Juin | Juil. | Août | Sept. | Oct. | Nov. | Déc. |
| Heures de soleil/jour | 6     | 6    | 7    | 8     | 9   | 9    | 9     | 9    | 8     | 7    | 6    | 5    |
| Temp. air [°C] (jour) | 21    | 21   | 22   | 23    | 24  | 25   | 27    | 29   | 28    | 26   | 24   | 22   |
| Temp. eau [°C]        | 19    | 18   | 18   | 18    | 19  | 20   | 21    | 22   | 23    | 23   | 21   | 20   |
| Jours de pluie        | 6     | 4    | 3    | 2     | 2   | 1    | 0     | 0    | 2     | 5    | 6    | 7    |

## Histoire

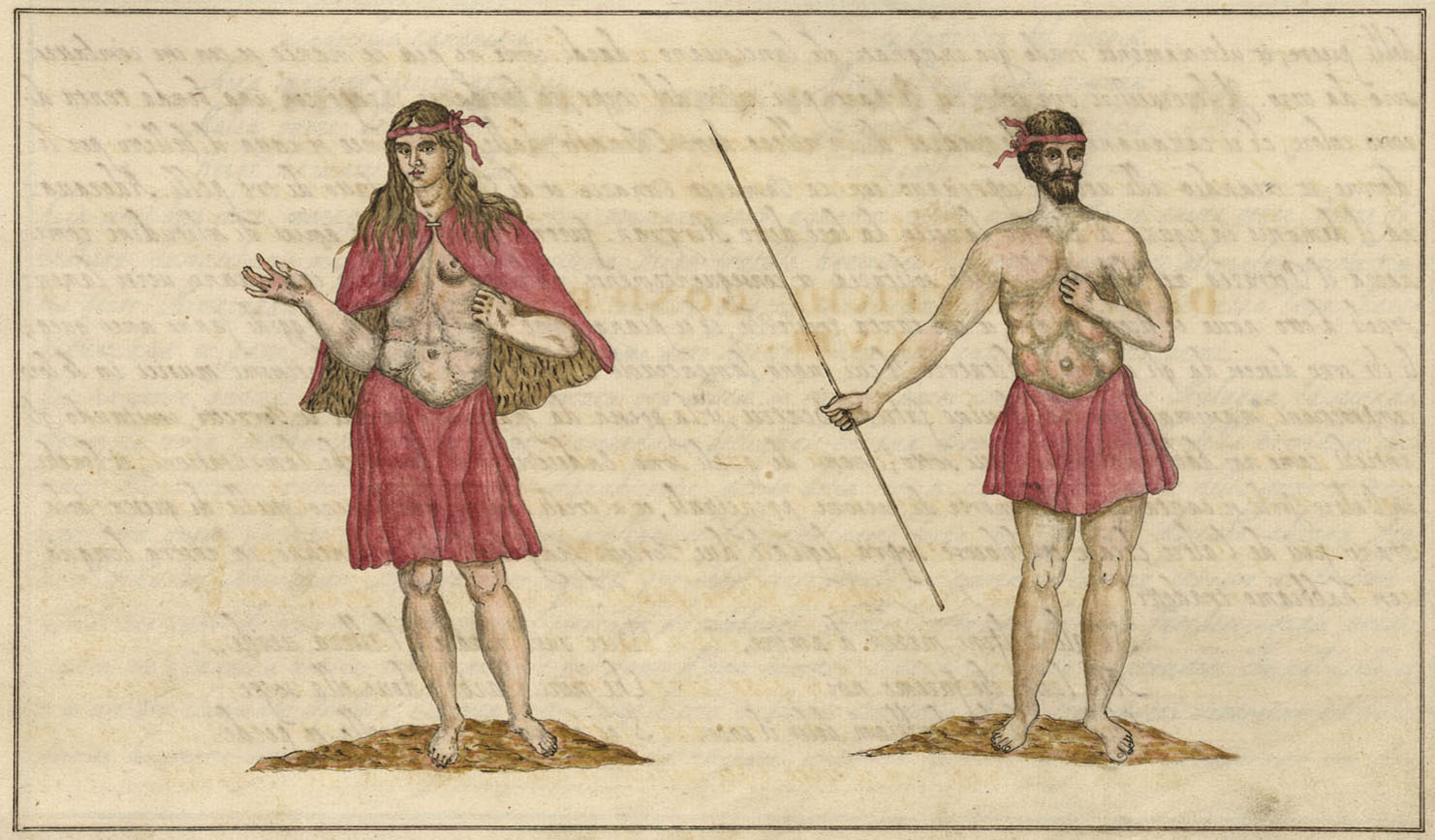
Gomero.

Les Guanches arrivèrent sur l'île, ainsi que dans le reste de l'archipel canarien, depuis le nord-ouest de l'Afrique. D'après les ossements retrouvés, ils étaient de race cromanoïde, petits, de teint foncé, avec une boîte crânienne très développée. Essentiellement pasteurs (chèvres et brebis) et cueilleurs (végétaux et coquillages), ils pratiquaient également une forme rudimentaire d'agriculture.
Au moment de la Conquête, l'île se divisait en quatre cantons, correspondant aux 4 grandes vallées : Mulagua (Hermigua), Hipalan (San Sebastián), Orone (Valle Gran Rey) et Agana (Vallehermoso).
La conquête de La Gomera commença au début du XVe avec Jean de Béthencourt, et se fit pratiquement sans lutte, car la population aborigène conserva pendant longtemps ses particularismes. Toutefois, en 1488, eut lieu la rébellion des Gomeros (es), dans laquelle les aborigènes du roi Hupalupa (es), chef du canton d'Orone, tuèrent Hernan Peraza le Jeune (es), seigneur territorial de La Gomera.
En 1494, l'île fut incorporée à la couronne de Castille sous la domination des Peraza. Ceux-ci instaurèrent un système autoritaire qui perdura jusqu'au premier tiers du XIXe siècle.
L'île eut une certaine importance dans la geste colombine, car c'est la dernière terre connue où s'arrêta Christophe Colomb, et où il s'approvisionna en eau et en vivres, avant de partir à la découverte de l'Amérique le 6 septembre 1492, depuis la baie de San Sebastian de La Gomera.
Dans les années 1940, au plus fort de son développement démographique, on dénombrait 29 000 habitants. Mais depuis cette date, avec la limitation puis le déclin des ressources agricoles, ainsi que l'attrait exercé par une vie plus facile, commença une intense émigration vers l'Amérique latine (Cuba et Venezuela), et surtout vers Tenerife, où vivent aujourd'hui plus de gomeros que sur l'île elle-même.

## Administration

Drapeau de La Gomera

La Gomera est divisée en six communes :
- Agulo ;
- Alajeró ;
- Hermigua ;
- San Sebastián de la Gomera (capitale) ;
- Valle Gran Rey ;
- Vallehermoso.

## Économie

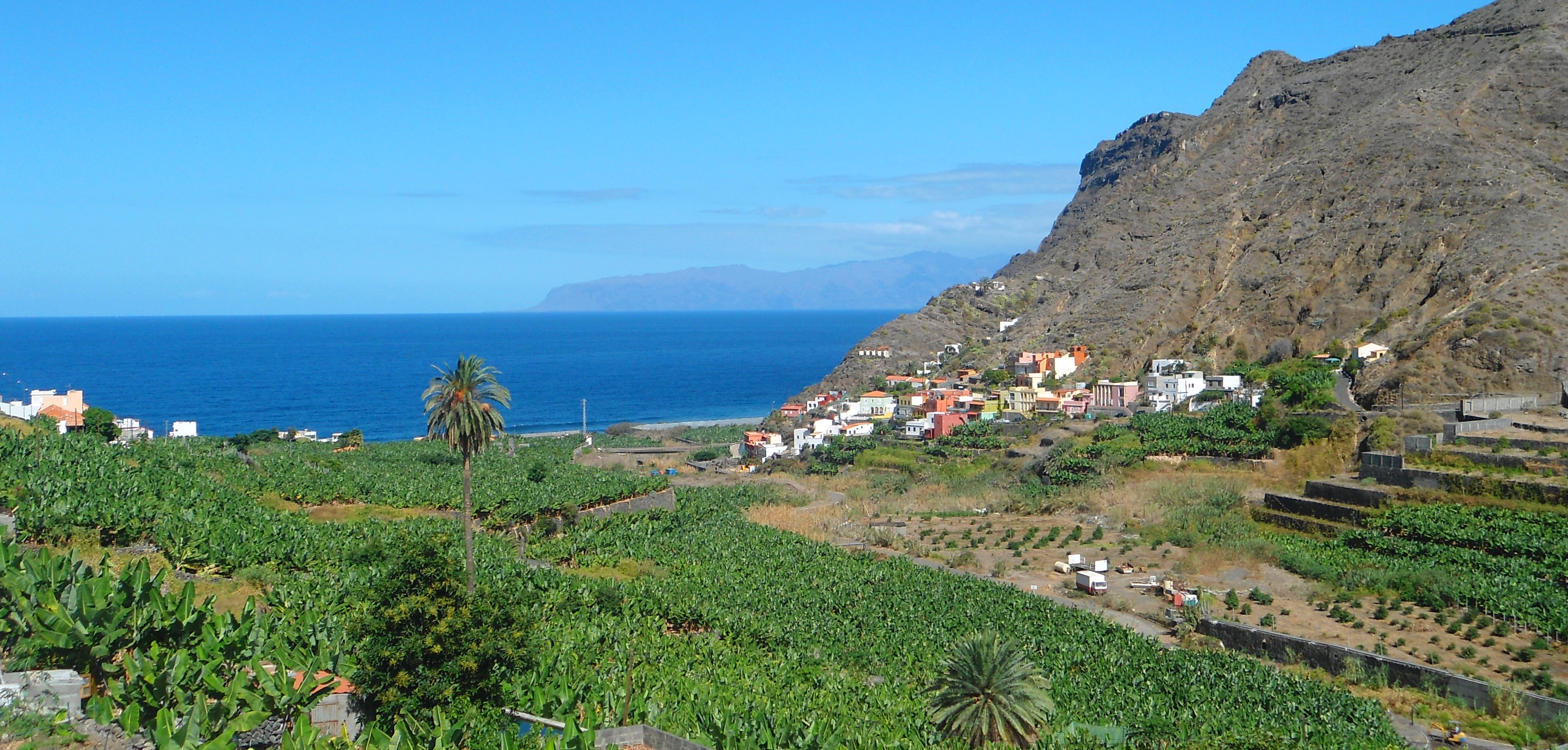
Santa Catalina.

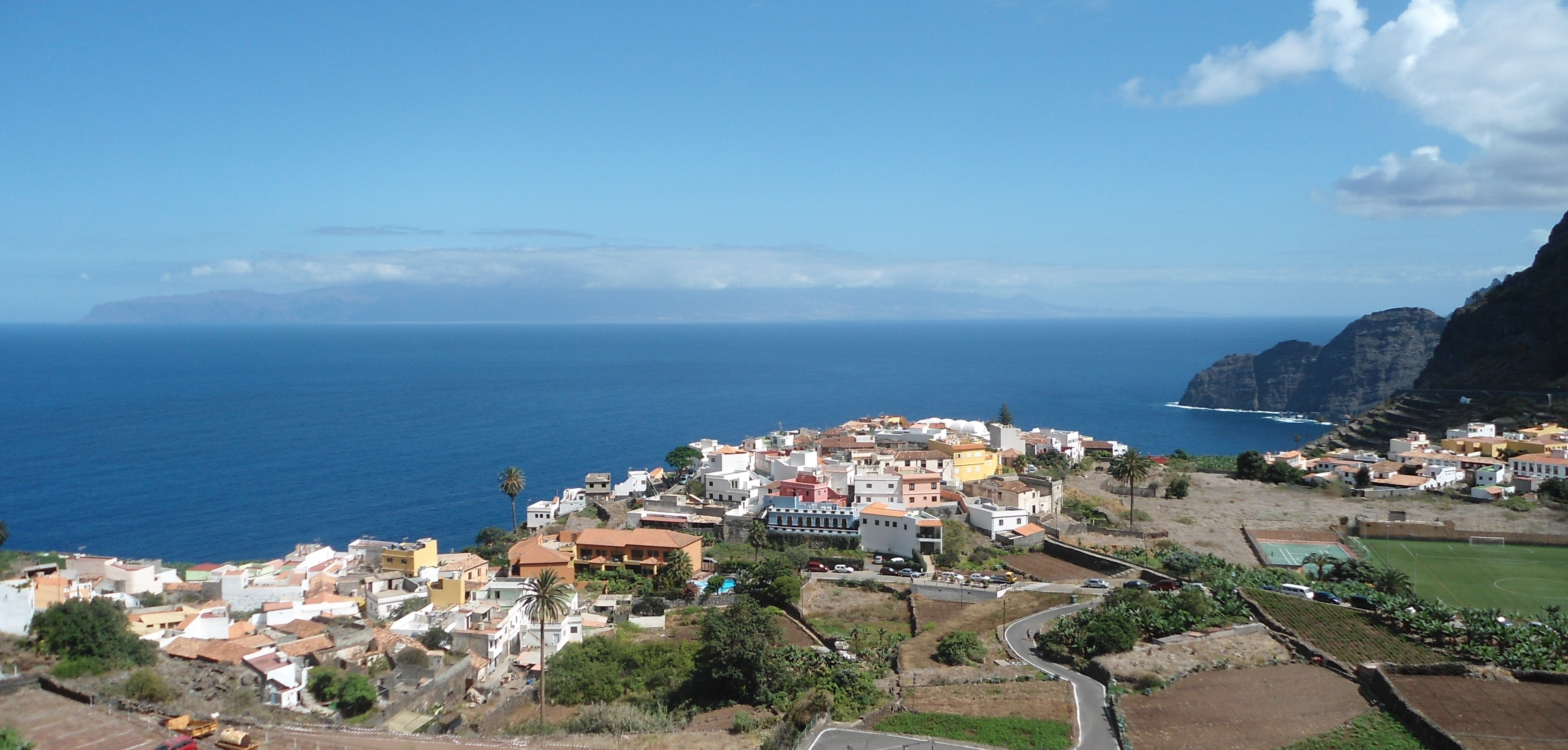
Agulo.

L'économie de l'île a toujours été basée sur l'agriculture d'une part grâce à l'auto-suffisance (légumes), et d'autre part, grâce à l'exportation (bananes principalement mais aussi papayes, mangues, raisins et avocats). Avec sa superficie peu importante pour ce domaine d'activité, les cultures furent possibles grâce aux terrasses construites sur le sol et au vaste réseau de canaux d'irrigation.
L'élevage de chèvres procure du fromage frais ou affiné, toujours produit artisanalement comme l'almogrote qui est un des produits gastronomiques typiques de l'île. Le sirop de palmier (« miel de palme »), autre spécialité de La Gomera, sert de base à la fabrication du Gomero, une liqueur locale.
Au cours des dernières années, le développement économique a été orienté vers le tourisme. Sont appréciées en particulier les zones rurales car on peut y pratiquer de la marche, de la randonnée ainsi que du vélo de montagne. Les stations balnéaires Valle Gran Rey, Playa Santiago et le port de San Sebastián de la Gomera où se trouvent plusieurs hôtels et appartements sont aussi des lieux très appréciés par les touristes.
Les principales stations balnéaires sont :
- Valle Gran Rey ;
- Playa Santiago.

Les principales curiosités touristiques de l'île sont :
- les nombreux édifices anciens de San Sebastián de la Gomera ;
- le parc national de Garajonay : promenades balisées dans la forêt humide inscrite sur la liste du patrimoine mondial de l'UNESCO ;
- le village pittoresque d'Agulo ;
- les poteries sans tour d'El Cercado et Chipude ;
- le langage sifflé, le Silbo, inscrit par l'UNESCO sur la liste représentative du patrimoine culturel immatériel de l'humanité ;
- les falaises basaltiques de Los Organos ;
- l'observation en bateau des cétacés.

## Transports
La Gomera est accessible par ferry depuis Los Cristianos à Tenerife ou par avion, un aérodrome y ayant été construit en 2005 à proximité de Playa Santiago (au sud de l'île) mais ne permettant que des liaisons intérieures avec les autres îles de l'archipel.

## Culture

### Langues
Le silbo pratiqué à la Gomera est une des rares langues sifflées au monde. Inscrite sur la liste du patrimoine culturel immatériel de l'Unesco depuis 2009, elle est encore pratiquée par une partie de la population et enseignée dans les écoles et dans certains lieux publics, comme le stade d'Agulo, ce qui la préserve d'une disparition. Elle a été inventée par les Guanches, premiers habitants de l'île, pour permettre une meilleure communication d'une vallée à l'autre lorsqu'il n'y avait pas d'autres moyens efficaces. Sa portée est estimée à environ cinq kilomètres.

### Célébrations et festivités
Le principal festival est le carnaval, en particulier celui de San Sebastián de La Gomera.
Tous les cinq ans entre octobre et décembre est célébrée la Bajada de la Vierge de Guadalupe, patronne de La Gomera, avec notamment une procession depuis son sanctuaire à Puntallana en direction de la capitale puis tous les villages de l'île.

### Symboles naturels
Les symboles naturels de La Gomera sont : Columba junoniae (Paloma rabiche) et Persea indica (Viñátigo).
- Rocher d'Agando

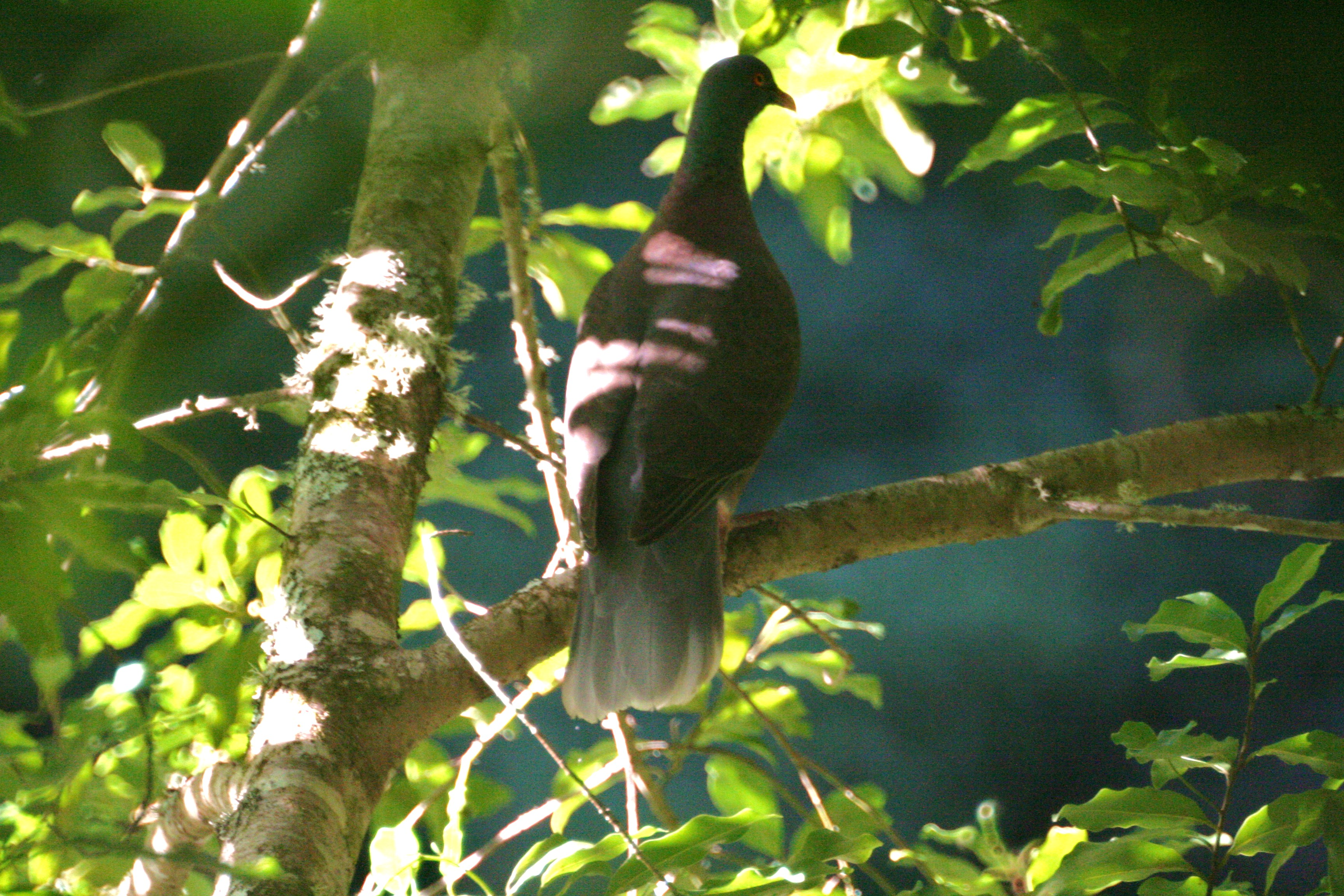
Columba junoniae
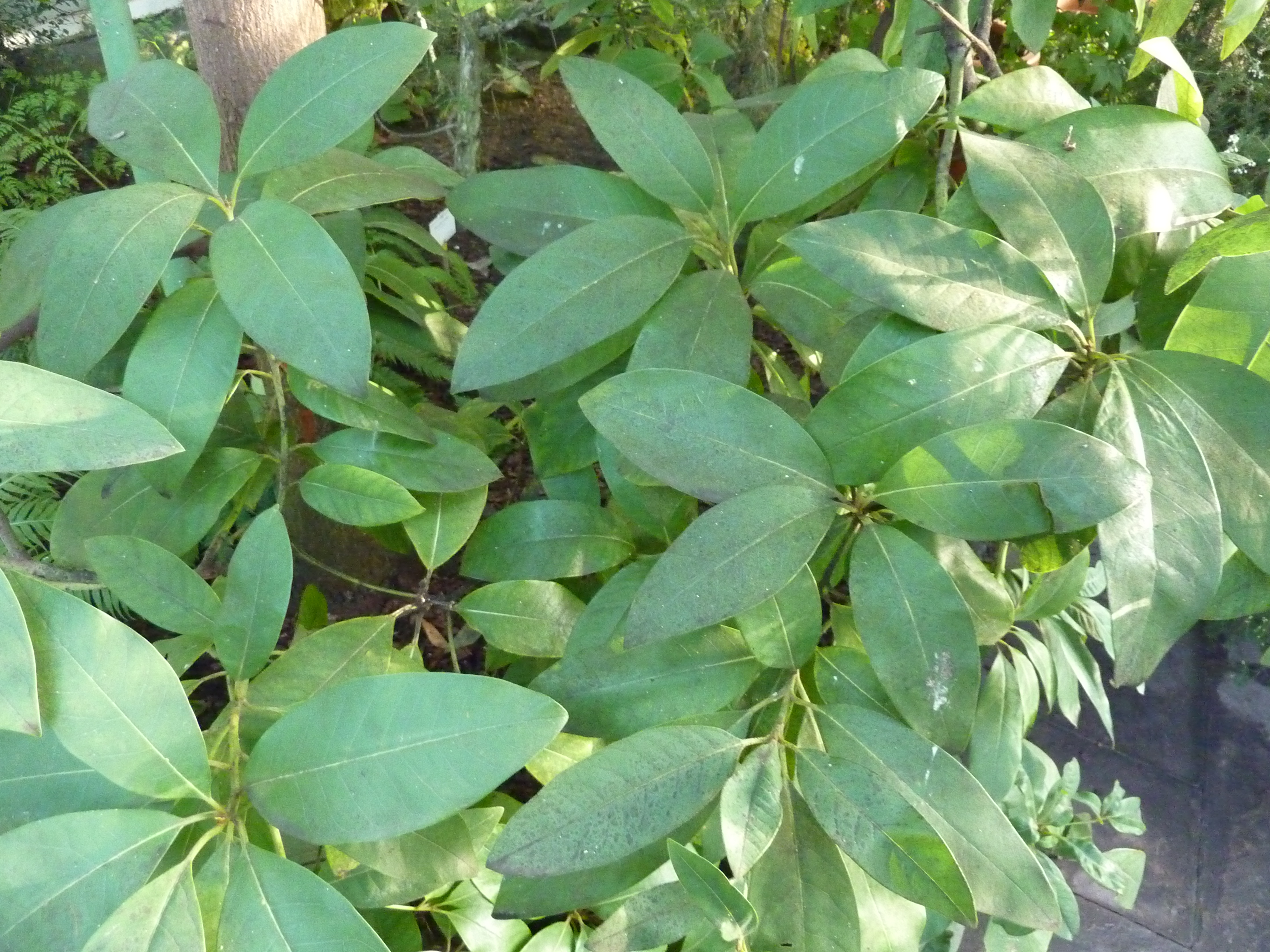
Persea indica

## Dans la culture
- Les Siffleurs, film roumain réalisé par Corneliu Porumboiu, sorti en 2019, dans lequel le personnage principal apprend le langage sifflé
- La chanson Silbo du chanteur Féloche parle de l'île et de sa langue